# MIYAZAWA-SICK
「MIYAZAWA-SICK」（ミヤザワシック）は、宮沢和史が2003年1月16日に規格品番：TOCT-24930で発表した、初のベスト・アルバム。　

## 概要
1998年2月にソロとして出発し、3枚のアルバムをリリース。その中から選りすぐられた曲を集めている。

## 収録曲
1. 抜殻
2. Perfect Love
3. Save Yourself
4. Tokyo Story (Final Groove Edition)
5. ILUSÃO DE ÉTICA
6. 沖縄に降る雪
7. CAPITÃ DE AREIA
8. ちむぐり唄者
9. 矮小な惑星
10. ANJOS～天使たち
11. My Heart, My Soul, My Fear
12. 書きかけの歌
13. 遠い町で
14. Canción de la Isla (Shima Uta)
  - THE BOOMの曲「島唄」のスペイン語バージョン。